# August Reitmayr

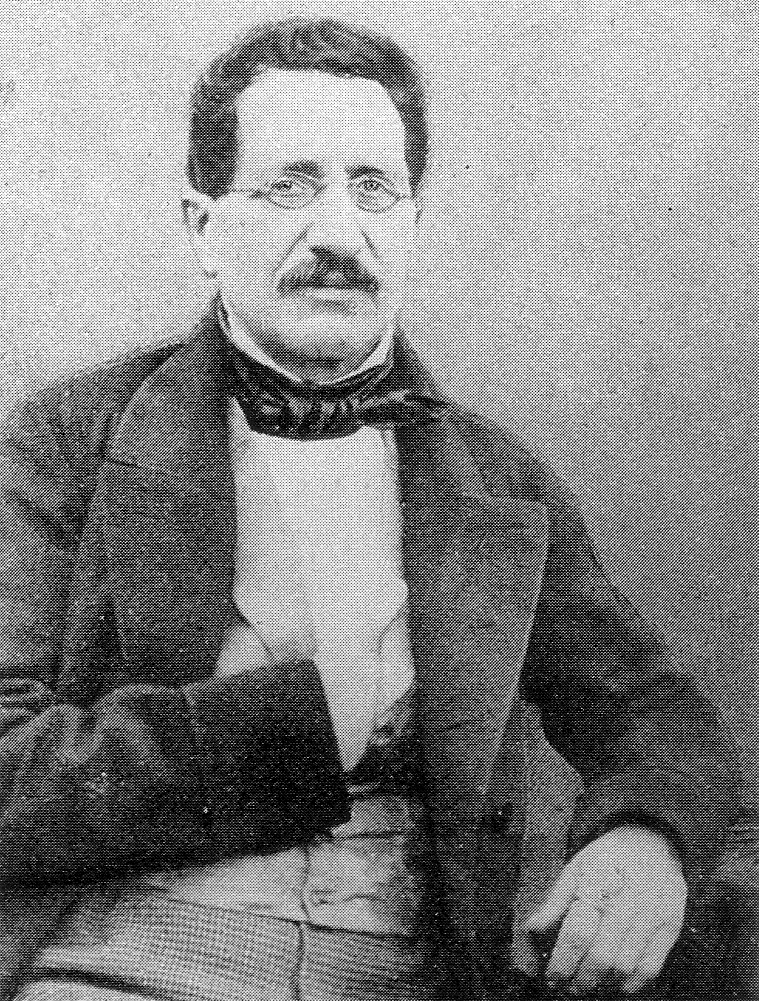
August Reitmayr (1848)

August Reitmayr (* 29. Januar 1802 in Rohr in Niederbayern; † 9. April 1874 in München) war ein deutscher Richter und Politiker.

## Leben
Reitmayr war ein Sohn des Richters Anton Reitmayr. Er studierte ab 1819 an der Universität Landshut Rechtswissenschaft und wurde dort Mitglied des Corps Isaria. Nach Beendigung seiner Studien wurde er 1824 Advokaturspraktikant in Landshut, 1826 Akzessist am Stadtgericht, 1827 am Appellationsgericht des Isarkreises in Landshut, 1833 Ratsprotokollist am Kreis- und Stadtgericht, 1839 Kreis- und Stadtgerichtsassessor sowie 1844 Kreis- und Stadtgerichtsrat in Regensburg. Ab 1845 war er auch Rat am Wechsel- und Merkantilgericht für die Oberpfalz und Regensburg. Vom 18. Mai 1848 bis 17. Mai 1849 war Reitmayr Mitglied der Frankfurter Nationalversammlung (Württemberger Hof, Augsburger Hof). Anders als sein Corpsbruder Anton von Nagel zu Aichberg votierte für die Wahl von Friedrich Wilhelm IV. zum Kaiser der Deutschen. 1852 wurde er Appellationsgerichtsrat in Neuburg an der Donau, 1856 Oberappellationsgerichtsrat in München.